# Orthoptera
Gli Ortotteri (Orthoptera Latreille, 1793) sono un Ordine di insetti terrestri, raramente subacquatici.
Sono insetti di piccole, medie o anche grandi dimensioni.
Comprendono specie alate, meiottere o anche attere. Hanno livree con colorazioni varie, alcune omocromiche con l'ambiente, altre brillantissime, ed esoscheletro piuttosto consistente.
Alcuni sono polimorfici anfipecilici.
Generalmente sono classificati in due Sottordini: Caelifera (Acridoidea), comunemente detti "cavallette" e "locuste", e Ensifera (Tettigonioidea, Grylloidea) in cui sono compresi i cosiddetti "grilli" (Gryllus campestris e Acheta domesticus).

## Distribuzione e habitat
Ampiamente diffusi sulla Terra, gli Ortotteri comprendono un gran numero di specie, quasi 25.000, per la maggior parte concentrate nelle regioni tropicali e in quelle subtropicali, ma più generalmente si rinvengono negli ambienti più disparati, dal livello del mare fino a quote molto elevate. Sono tra i più numericamente presenti anche nelle aree temperate.
Il regime alimentare è prevalentemente fitofago, anche se alcune specie sono zoofaghe, generalmente entomofaghe, ed altre onnivore. Sono presenti anche rari casi di cannibalismo.
Sono di dimensioni variabili, da pochi millimetri a una quindicina di centimetri e il loro colore varia dal verde al marrone.
Se si escludono i flagelli già di biblica memoria, provocati dalle invasioni delle forme gregarie migratrici, questi insetti non arrecano danni apprezzabili alla vegetazione e alle colture.
In Italia vi sono 380 taxa di cui buona parte endemiche, in Europa se ne conoscono più di 1000.

## Etimologia
Orthoptera deriva dal greco: pteros; ala, e ortho; retto, quest'ultimo fa riferimento al paio d'ali posteriore di questi insetti, che se aperto l'ala si piega a ventaglio formando un angolo retto quasi perfetto, da cui il nome.

## Morfologia

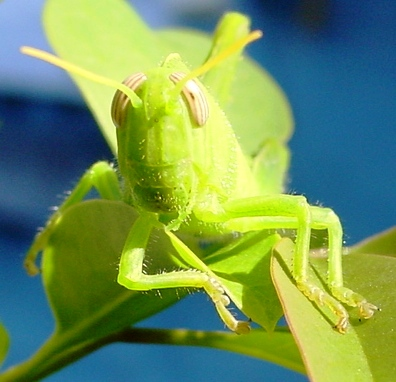
Primo piano del capo di una neanide di Anacridium aegyptium

Gli ortotteri hanno un capo ipognato o metagnato, da cui parte un paio di antenne di forma e lunghezza varia, provvisto di due occhi composti ben sviluppati e solitamente due o tre ocelli. L'apparato boccale è masticatore, dotato di robuste mandibole denticolate.
Il primo segmento del torace, sul quale si inseriscono le tre paia di zampe e le due paia di ali, è maggiormente sviluppato rispetto agli altri due, mentre l'addome, che è formato da undici segmenti, termina con due cerci e negli esemplari di sesso femminile è presente un ovopositore di forma variabile, che serve per deporre le uova dentro i tessuti vegetali o nel terreno.
Il paio anteriore di zampe può avere funzione cursoria, raptatoria o fossoria. Il paio mediano è cursorio, mentre quello posteriore saltatorio.
Generalmente sono provvisti di due paia di ali, di cui le anteriori leggermente sclerificate con funzione protettiva delle posteriori, membranose e ampie, che durante il riposo sono piegate e protette sotto le tegmine, tuttavia esistono anche ortotteri con ali ridotte o assenti.
La percezione dei suoni avviene attraverso rudimentali organi uditivi, costituiti da fini membrane situate nelle tibie delle zampe anteriori (negli Ensifera) oppure nel primo segmento addominale (nei Caelifera). 

## Riproduzione e ciclo biologico

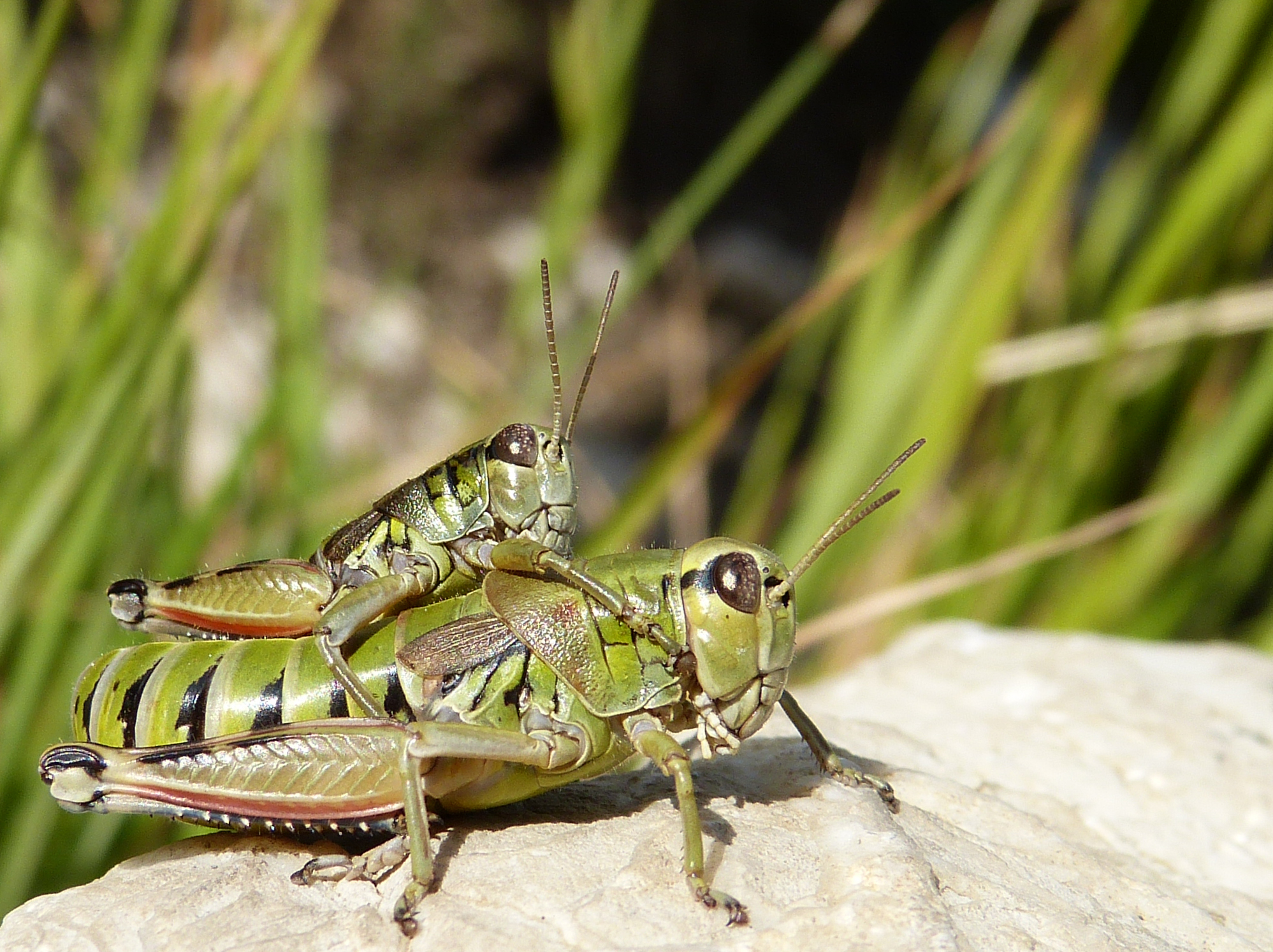
Ortotteri in copula.

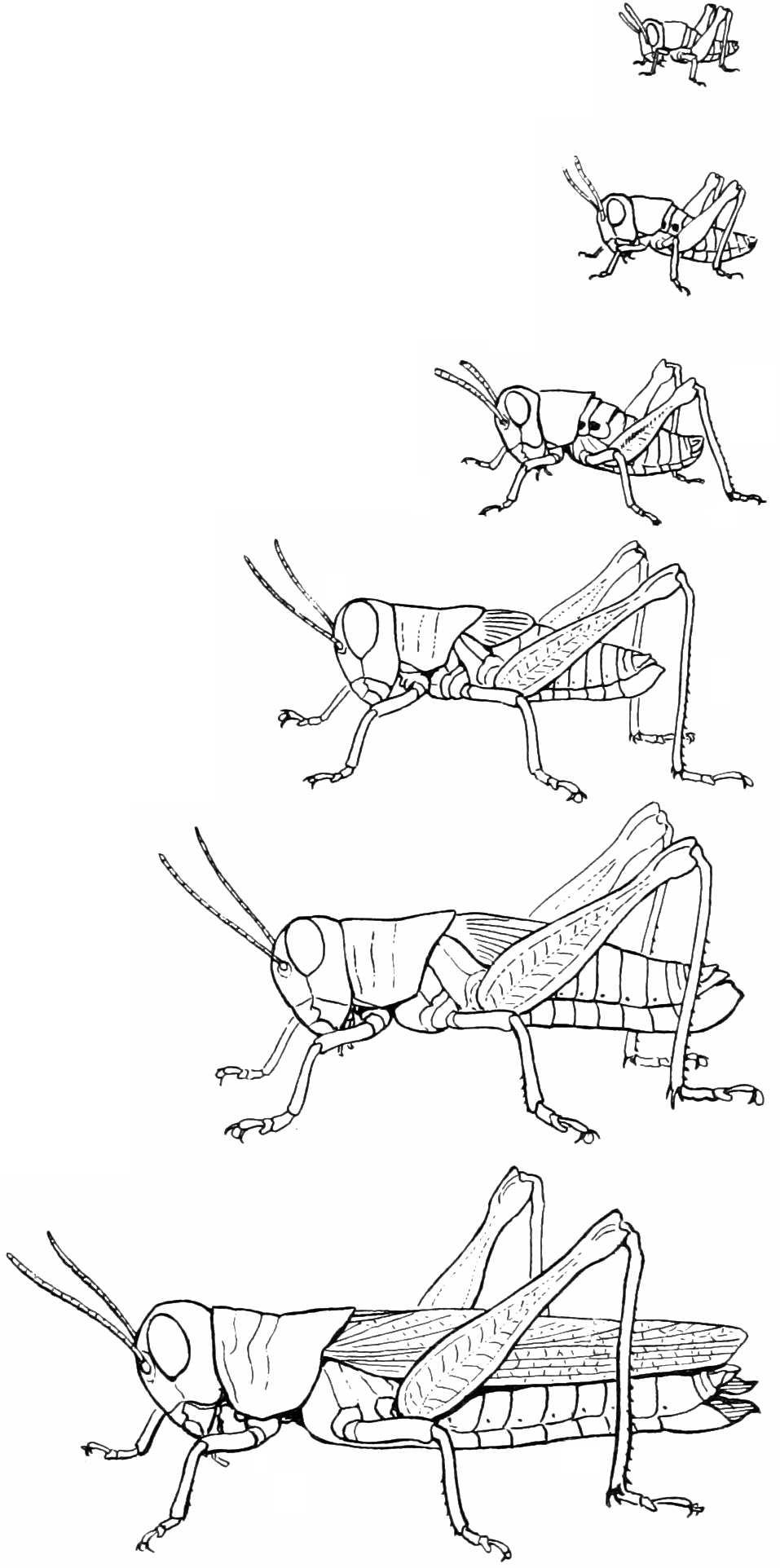
Metamorfosi diretta o incompleta
in Orthoptera

La riproduzione è normalmente anfigonica, ma sono anche presenti rari casi di partenogenesi. Dopo l'accoppiamento, le femmine depongono le uova prodotte in quantità limitate dentro i vegetali o riunite entro particolari involucri, detti ooteche, formati dal secreto di apposite ghiandole.
Dall'uovo fuoriesce una preneanide che subito muta e si trasforma in una vera neanide. Lo sviluppo dal primo stadio larvale alla forma adulta avviene attraverso una metamorfosi di tipo incompleto (eterometaboli): questo significa che le forme giovanili, appena uscite dall'uovo, hanno già l'aspetto dell'insetto adulto salvo che per le dimensioni ridotte e per l'assenza di ali.
Le specie italiane generalmente compiono una generazione all'anno: in autunno gli adulti muoiono e l'inverno è superato allo stadio di uovo. Nelle specie il cui ciclo si compie in due anni, l'inverno è trascorso allo stadio giovanile.
Generalmente la dieta alimentare è di tipo vegetale ma vi sono anche onnivori e zoofagi.

## Caratteristiche peculiari
Gli Ortotteri sono noti per emettere canti caratteristici per ogni specie, principalmente mediante un apparato stridulante: i suoni vengono prodotti dallo sfregamento tra le nervature delle tegmine o per sfregamento delle tegmine contro i femori posteriori. La stridulazione è generalmente una caratteristica maschile, ma in alcune specie può essere presente anche nelle femmine.
Altre modalità di suoni monospecifici sono prodotti tramite percussione del substrato di appoggio con le zampe posteriori, la crepitazione delle ali, la tremulazione del corpo. La funzione principale dei canti è il richiamo sessuale, oltre alla marcatura del territorio.
Uno dei fenomeno più interessanti, e piuttosto diffuso in quest'ordine di insetti, è quello del gregarismo che porta alla ciclica formazione di orde migratrici costituite da un numero sterminato di individui, che divorano completamente tutta la vegetazione al loro passaggio e che per questo ha un'enorme importanza dal punto di vista agrario in quanto distruggono intere coltivazioni.
Molte specie vengono usate per scopi alimentari.

## Tassonomia
Gli Ortotteri vengono divisi in due sottordini: Ensifera e Caelifera.
Gli Ensifera si distinguono per la presenza di antenne più lunghe di metà corpo (ma quasi sempre più lunghe dell'intero corpo), con più di 30 articoli. Le femmine (tranne in Gryllotalpa) hanno un ovopositore vistoso, spesso a forma di sciabola o stiliforme. Posseggono un apparato sonoro stridulante tegmino-tegminale e un organo uditivo situato nelle tibie anteriori.
I Caelifera invece hanno antenne più corte di metà corpo, con meno di 30 articoli. Le femmine presentano ovopositore corto, non evidente. Posseggono un apparato sonoro tegmino-femorale ed un organo uditivo ai lati del I urite.
- Sottordine Ensifera
  - Superfamiglia Grylloidea
    - Gryllidae
    - Gryllotalpidae
    - Mogoplistidae
    - Myrmecophilidae

  - Superfamiglia Hagloidea
    - Prophalangopsidae

  - Superfamiglia Rhaphidophoroidea
    - Rhaphidophoridae

  - Superfamiglia Schizodactyloidea
    - Schizodactylidae

  - Superfamiglia Stenopelmatoidea
    - Anostostomatidae
    - Cooloolidae
    - Gryllacrididae
    - Stenopelmatidae

  - Superfamiglia Tettigonioidea
    - Tettigoniidae
- Sottordine Caelifera
  - Superfamiglia Tridactyloidea
    - Cylindrachaetidae
    - Ripipterygidae
    - Tridactylidae

  - Superfamiglia Tetrigoidea
    - Tetrigidae

  - Superfamiglia Eumastacoidea
    - Chorotypidae
    - Episactidae
    - Eumastacidae
    - Euschmidtiidae
    - Mastacideidae
    - Morabidae
    - Proscopiidae
    - Thericleidae

  - Superfamiglia Pneumoroidea
    - Pneumoridae

  - Superfamiglia Pyrgomorphoidea
    - Pyrgomorphidae

  - Superfamiglia Acridoidea
    - Acrididae
    - Charilaidae
    - Dericorythidae
    - Lathiceridae
    - Lentulidae
    - Lithidiidae
    - Ommexechidae
    - Pamphagidae
    - Pyrgacrididae
    - Romaleidae
    - Tristiridae

  - Superfamiglia Tanaoceroidea
    - Tanaoceridae

  - Superfamiglia Trigonopterygoidea
    - Trigonopterygidae
    - Xyronotidae